# دیوید پرایس (بوکسور)
دیوید پرایس (انگلیسی: David Price؛ زادهٔ ۶ ژوئیهٔ ۱۹۸۳) بوکسور اهل بریتانیا است.